# Theodor von Wundt (General, 1858)
Theodor Karl Wilhelm Wundt, seit 1906 von Wundt, (* 21. April 1858 in Ludwigsburg; † 16. August 1929 in Stuttgart) war ein württembergischer Generalleutnant, Bergsteiger, Fotograf und Schriftsteller.

## Militärische Laufbahn
Er war der Sohn des gleichnamigen württembergischen Generalleutnants und Kriegsministers Theodor von Wundt.
Wundt besuchte das Lyzeum in Ludwigsburg und das Realgymnasium in Stuttgart bis zur Obersekunda. Anschließend trat er am 30. September 1875 freiwillig mit Aussicht auf Beförderung in das 7. Infanterie-Regiment Nr. 125 der Württembergischen Armee in Stuttgart ein. Dort wurde Wundt am 8. Mai 1876 zum Portepeefähnrich ernannt sowie am 5. Februar 1877 zum Sekondeleutnant befördert. Als solcher absolvierte er ab 1. Oktober 1881 für drei Jahre die Kriegsakademie in Berlin. Als Premierleutnant wurde Wundt unter Stellung à la suite seines Regiments vom 17. November 1888 bis zum 21. März 1891 als Adjutant zur 52. Infanterie-Brigade nach Ludwigsburg kommandiert. In das 4. Infanterie-Regiment Nr. 122 nach Gmünd versetzt, wurde Wundt am 1. April 1891 auf ein Jahr zum Großen Generalstab nach Berlin kommandiert. Dort zwischenzeitlich zum Hauptmann befördert, war Wundt anschließend Kompaniechef im 7. Infanterie-Regiment Nr. 125. Mit seiner Kommandierung nach Preußen folgte am 18. Juni 1895 die Versetzung in den Großen Generalstab. Hier wurde Wundt am 14. Dezember 1897 Major und war ab 8. Oktober 1898 beim Generalstab der 36. Division in Danzig tätig. Unter Entbindung von seinem Kommando in Preußen kehrte Wundt am 27. Januar 1900 nach Württemberg zurück und wurde zum Bataillonskommandeur im 4. Infanterie-Regiment Nr. 122 ernannt. Daran schloss sich vom 27. Januar 1903 bis zum 23. April 1904 eine Verwendung im 2. Infanterie-Regiment Nr. 120 in Ulm an. Anschließend wurde Wundt als Oberstleutnant beim Stab des Grenadier-Regiments „König Karl“ Nr. 123 eingesetzt.
In dieser Stellung erhielt Wundt am 25. Februar 1906 das Ehrenkreuz des Ordens der Württembergischen Krone. Mit der Verleihung war die Erhebung in den persönlichen Adelsstand verbunden.
Am 16. Oktober 1906 beauftragte man ihn mit der Führung des 6. Infanterie-Regiments Nr. 124. Mit der Beförderung zum Oberst am 27. Januar 1907 wurde Wundt zum Regimentskommandeur ernannt. Das Regiment gab er am 19. März 1911 ab und erhielt dafür das Kommando über die 59. Infanterie-Brigade in Metz. Unter Enthebung von diesem Kommando wurde Wundt am 31. März 1913 bei Verleihung des Charakters als Generalleutnant zur Disposition gestellt. In Würdigung seiner Leistungen hatte er bereits vorher, am 25. Februar 1913, das Kommandeurkreuz des Ordens der Württembergischen Krone erhalten.
Mit Ausbruch des Ersten Weltkriegs wurde Wundt als z.D.-Offizier wiederverwendet und erhielt am 2. August 1914 das Kommando über die 51. Reserve-Infanterie-Brigade.
Vom 1. Oktober 1916 bis zum 25. August 1917 befehligte er schließlich die 18. Reserve-Division. Anschließend verabschiedet, wurden seine Leistungen am 22. Dezember 1917 durch die Verleihung des Sterns zum Roten Adlerorden II. Klasse mit Schwertern gewürdigt.

## Alpinismus
„Meinen ersten wirklich tiefgehenden und bleibenden Hochgebirgseindruck erhielt ich genau wie Ernst Sturm in Ompteda's Roman „Excelsior“…“

Die erste, von seinem Vater finanzierte Reise führte den neunzehnjährigen Leutnant in die Schweiz, wo er die Liebe zu den Bergen entdeckte.
Später unternahm Wundt häufig Reisen und entwickelte seit den 1880er Jahren eine besondere Vorliebe für das Bergsteigen, die ihn immer wieder in die Schweizer Alpen, in die Hohe Tatra und ab 1887 in die Dolomiten führte, wo er Touren zunächst mit dem Bergführer Michael Innerkofler (Kleine Zinne), dann aber allein unternahm (Monte Cristallo, Piz Popena, Cadinspitzen und andere, damals für schwierig oder unbesteigbar gehaltene Berge, weswegen die Talbewohner die Besteigungen oft bezweifelten oder ihn für verrückt erklärten). Auf seiner Hochzeitsreise im Jahre 1894 bestieg er mit seiner Frau, der Engländerin Maud Walters, 29 Jahre nach dem Erstbesteiger Whymper, das Matterhorn. Begleiter waren dabei Jeanne Immink, mit der er schon früher Dolomitentouren unternommen hatte, und der Bergführer Johann Niederwieser, genannt Stabeler.
Theodor Wundt war, wie Jeanne Immink, einer der Pioniere des Winterbergsteigens und erklomm im Winter, noch heute keine geringe Leistung, Berge wie die Mädelegabel, die Zugspitze, die Große und die Kleine Zinne. Wundt veröffentlichte Erlebnisberichte über seine Bergtouren, davon mindestens ein Buch zusammen mit seiner Frau, und gehörte zu den Pionieren der Hochgebirgsfotografie. Ab 1913 erschienen Romane und Theaterstücke von Wundt, die meist die Gebirgswelt zum Thema haben, aber nicht sehr erfolgreich waren.

## Schriften
- Hochgebirgstouren im Winter. Zeitschrift des Deutschen und Oesterreichischen Alpenvereins 1892.
- Die Besteigung des Cimone della Pala. Stuttgart 1892.
- Wanderungen in den Ampezzaner Dolomiten. Berlin 1893.
- Wanderbilder aus den Dolomiten. Stuttgart [u. a.] 1894.
- Das Matterhorn und seine Geschichte. Berlin 1896.
- Die Jungfrau und das Berner Oberland. Berlin 1897.
- Engadin, Ortler, Dolomiten. von Theodor und Maud Wundt. Herausgegeben von der Sektion Berlin des Deutschen und österreichischen Alpenvereins, Greiner & Pfeiffer, Stuttgart 1900.
- Hinauf! Stuttgart 1913.
- Disziplin. Stuttgart 1915.
- Matterhorn. Berlin 1916.
- Ich und die Berge. Berlin 1917. (Wundts Bekenntnisbuch[8])
- Höhenflug. Berlin 1918.
- Das Diadem. Berlin 1926.
- Zermatt und seine Berge. Zürich 1930.